# بازرس (کارتون)

آرم کارتون بازرس

بازرس و دستیارش دودو

بازرس (The Inspector) مجموعه‌ای کارتونی می‌باشد که توسط کمپانی دپاتی-فرلنگ اینترپرایزز تولید و به‌وسیلهٔ یونایتد آرتیستس در ۳۴ فیلم کوتاه انیمیشن بین سال‌های ۱۹۶۵ تا ۱۹۶۹ منتشر شده‌است. به این کاراکتر نامی داده نشده‌است و براساس بازرس کلوزو که در مجموعهٔ فیلم پلنگ صورتی ظاهر شده‌است نامیده شده‌است. بازرس دارای دستیاری اسپانیایی به نام دودو است.
این شخصیت با تیپ سازی کمدی دلنشین از حسن عباسی به فارسی دوبله شده است.